# Layer Ampliﬁcation Method
L.A.M. (Layer Amplification Method) Technique (český termín zatím neexistuje) je zobrazovací metoda, která se užívá k neinvazivní analýze maleb. Výsledný obraz kombinuje multispektrální analýzu pigmentů měřením absorpce světla o různých vlnových délkách v rozmezí 380–1050 nm (viditelné až infračervené záření) a následné počítačové zpracování.

## Princip
Nedestruktivní metody pro zkoumání uměleckých děl pomocí multispektrální analýzy pigmentů se používají již od 90. let. Spektrální analýzu následovalo statistické zpracování obrazu. Ke zkoumání lze užít rovněž světelného zdroje s diodami produkujícími světlo o různých vlnových délkách.
Metoda L.A.M., považovaná za radikální inovaci multispektrální analýzy, využívá vlastnosti světla, které v závislosti na vlnové délce věrně reprodukuje barvy pigmentů a je schopno pronikat do různé hloubky vrstev obrazu (zejména dlouhovlnné infračervené světlo). Omezení vlnových pásem v úzkém rozsahu 40 nm pro viditelné a 100 nm pro blízké infračervené světlo je dosaženo pomocí třinácti interferenčních filtrů umístěných před snímačem. Lineární CCD snímač, obsahující 12 000 pixelů 6,5 × 6,5 µm je umístěn v pohyblivém rámu, který umožňuje postupně snímat 30 000 sousedních linií a nahradí tak plošný snímač o rozměru 195 × 78 mm. S kamerou je propojen dynamický synchronní a autokalibrovaný osvětlovací systém JumboLux, který produkuje úzké pruhy světla o šířce 3 palce, aby maximálně ochránil dílo a nepoškodil pigmenty.
Expoziční čas pro každou linii je 10 ms. Obraz o šířce 1,5 m, digitalizovaný v rozlišení 300 dpi, vyžaduje celkem 18 000 linií. To představuje tříminutový sken pro každý barevný filtr. Výsledný soubor má rozměry 12 000 × 30 000 px a při 8 bitech/pixel velikost 4,7 Gb, při 16 bitech/pixel 9,4 Gb (nekomprimováno). Multispektrální analýza, kterou kamera provádí, umožňuje digitální zobrazení na 165 cm monitoru až do velikosti 240 milionů pixelů.
Snímky pořízenými při různých vlnových délkách, které proniknou pouze do určité hloubky malby, je možno analyzovat jednotlivé vrstvy odděleně. Analýza poskytuje věrné zobrazení původních barevných pigmentů, založené na absorpci přesně definovaných vlnových délek. Díky vysokému rozlišení je možno zkoumat detaily, neviditelné pouhým okem, a odlišit složení pigmentů i v jednotlivých tazích štětce, které mají na první pohled shodnou barvu. Tímto způsobem lze např. zřetelně identifikovat originál a jeho kopie. Výsledný obraz se získá složením vrstev pomocí počítačového softwaru, který umožňuje zvlášť pro každý barevný filtr zesílit signál, měnit délku expozice nebo zaostřovat. Tak lze např. eliminovat reflexe světla na reliéfním povrchu, digitálně odstranit pozdější přemalby nebo virtuálně odstranit vrstvu ztmavlého krycího laku a rekonstruovat původní podobu díla.
Systém zavedla a využívá firma Lumiere Technology, jejímž ředitelem je právník Jean Pénicaut. Technickým ředitelem je inženýr optiky a vynálezce první multispektrální kamery CRISATEL s vysokým rozlišením Pascal Cotte. Analýzou pigmentů se zabývá restaurátor François Perego, který vytvořil jejich referenční databázi.

### Praktické výsledky

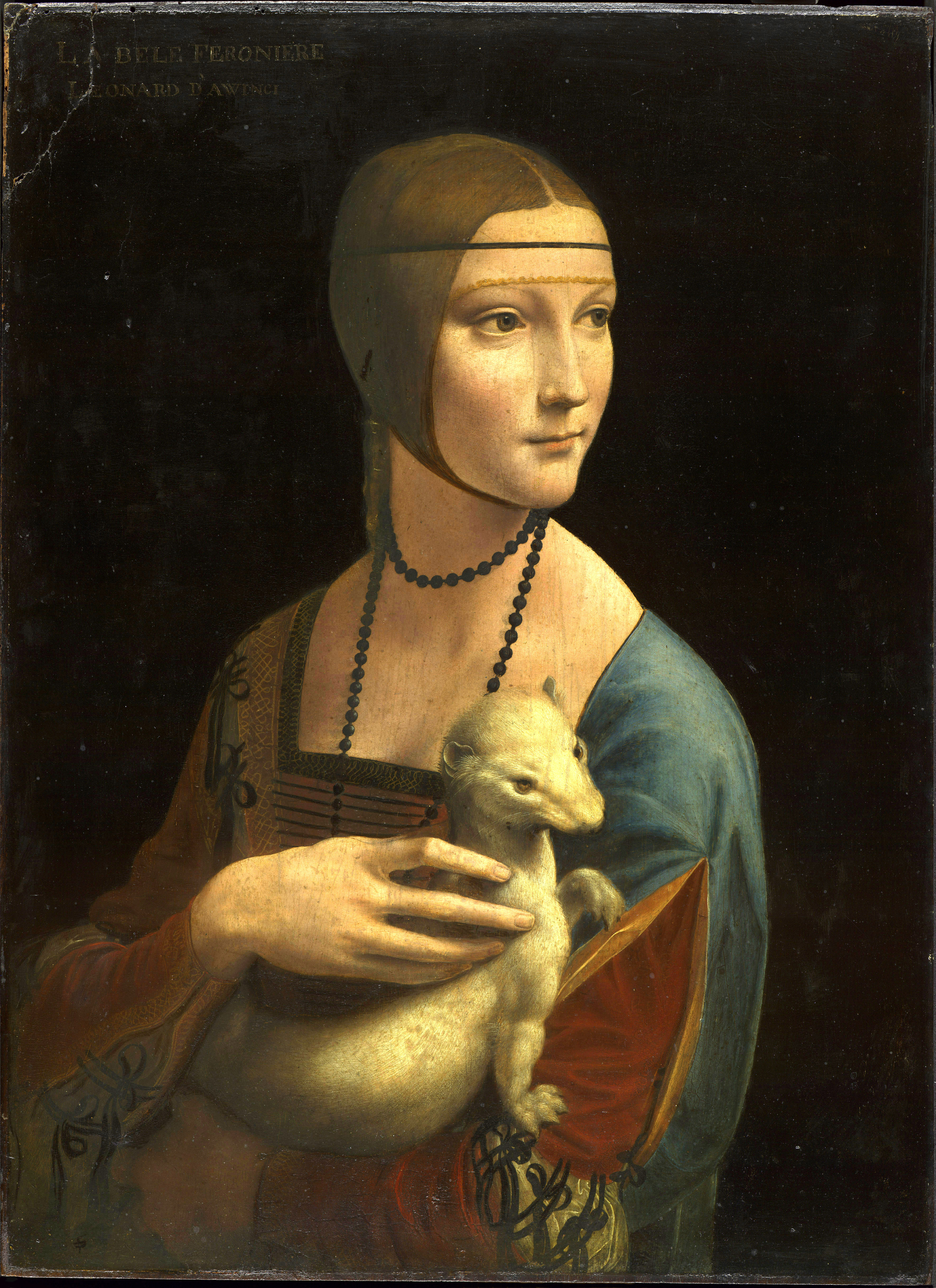
Dáma s hranostajem, Leonardo da Vinci, 1490

Mona Lisa, Leonardo da Vinci, 1503–1516

#### Dáma s hranostajem(Leonardo da Vinci), Czartoryski Muzeum Krakov
Na obraze je sedmnáctiletá milenka Ludovico Sforzy Cecilia Gallerani. Obraz měl v první verzi světlejší pozadí s dveřmi, hlava ženy byla pokryta poloprůsvitnou rouškou, později přemalovanou jako vlasy. Podrobná analýza metodou L.A.M. odhalila, že v původní verzi obrazu chyběl hranostaj. Ten byl domalován později, v druhé verzi obrazu šedý a teprve pak bílý, pravděpodobně na žádost Cecilie Gallerani, aby zakryl její rané těhotenství nebo symbolizoval očekávání dítěte. Jinou možností je, že hranostaj je identifikačním znakem, protože řecké slovo pro hranostaje je Galee a může být slovní hříčkou k příjmení Gallerani.

### Mona Lisa(Leonardo da Vinci),Louvre
Pascal Cotte zkoumal obraz po dobu deseti let a své výsledky představil v dokumentu televize BBC. Podle něj se pod vrstvami malby skrývají dvě starší studie k portrétu Lisy del Giocondo, z nichž druhá je ve stylu renesanční Madony. Tyto výsledky vyvrací mnoho mýtů, kterými je obraz obestřen. Cotte uvedl i další výsledky průzkumu obrazu, např. že oděv byl původně bohatší a více odpovídal dobové renesanční módě, ramena kryla průhledná rouška, prsty levé ruky byly namalovány v jiné pozici a držely přikrývku, ústa i obličej Mony Lisy byly v první verzi poněkud užší a lépe odpovídají historickým záznamům o podobě Lisy del Giocondo. Významným zjištěním je, že absence řas a obočí je patrně důsledkem necitlivého čištění nebo restaurování, protože stopa obočí byla nalezena na snímku s vysokým rozlišením. Metoda L.A.M. odhalila originální barvy obrazu, skryté pod 500 let starou patinou. Pleť měla přirozený teple růžový odstín a obloha a voda v pozadí byla zářivě modrá.
Někteří kritici s podobným „pitváním“ mistrovských děl a narušením iluze nesouhlasí a považují je za perverzní.